# Superleg
Superleg var en dansk kæde af legetøjsbutikker, der eksisterede fra 1987 til 1996, hvorefter de indgik i Toys "R" Us.
Superleg blev etableret af firmaet Top-Toy, der i forvejen stod bag Fætter BR. Den nye kæde skilte sig imidlertid ud ved at være megabutikker med flere og billigere produkter end Fætter BR. Den fungerede derved som et modtræk til supermarkederne, der også solgte billigere legetøj. Den første butik åbnede i City 2 i Høje Taastrup i 1987. I de efterfølgende år frem til 1995 voksede kæden til ni butikker landet over.
Superleg var inspireret af Toys "R" Us-konceptet i USA. I 1995 rykkede Toys "R" Us selv ind i Danmark, da de åbnede en butik i Rødovre i København. Men Fætter BR viste sig at være en stærkere konkurrent end ventet. Året efter indgik Toys "R" Us og og Top-Toy derfor en masterfranchise for alle Toys "R" Us-butikker i Norden. Som følge heraf overtog Top-Toy den første Toys "R" Us i Danmark og tre i Sverige, mens de ni Superleg-butikker blev ændret til Toys "R" Us. Toys "R" Us endte til sidst med at have 21 butikker i Danmark. De lukkede imidlertid sammen med BR med udgangen af 2018, efter at Top-Toy var gået konkurs. BR blev dog efterfølgende overtaget af Salling Group, der reetablerede kæden i foråret 2019 med primært tidligere Toys "R" Us-butikker, herunder tidligere Superleg-butikker. 